# Chongryon
L'Associació General de Coreans Residents al Japó (en coreà 재일본 조선인 총련합회, Chae Ilbon Chosŏnin Ch'ongryŏnhaphoe), més coneguda per l'abreujament Chongryon (총련) o Chōsen Sōren (en japonès 朝鮮総連) és una de les dues organitzacions principals dels anomenats Zainichi, coreans ètnics que van inmigrar al Japó o bé descendents seus. L'altra és el Mindan, vinculat a Corea del Sud. Chongryon, en canvi, té vincles estrets amb Corea del Nord, i compleix de facto com a ambaixada al país, amb el qual no té cap relació diplomàtica a nivell oficial.  Alhora, l'associació impulsa tota una xarxa de mitjans de propaganda, escoles i empreses, les quals ajuden a finançar el règim i superar així les sancions internacionals.

## Història
Els residents d'ètnia coreana al Japó consisteixen principalment en aquells que van inmigrar, o són descendents en diverses èpoques:
- Migrants durant l'ocupació japonesa sobre Corea (1910-1945).
- Obrers reclutats durant la Segona Guerra Mundial.
- Refugiats durant la Guerra de Corea o per motius polítics, com els exiliats de la Massacre de Jeju.

Durant el període d'ocupació japonesa a Corea, els coreans ètnics mantenien la nacionalitat japonesa, però el final de la Segona Guerra Mundial va deixar l'estatus de nacionalitat dels coreans en una posició ambigua, ja que no existia cap govern funcional reconegut a la península coreana. Així, la seva nacionalitat es va registrar provisionalment amb el nom de Joseon (Chōsen en japonès,朝鮮, 조선), l'antic nom de Corea.
La declaració d'independència de Corea del Sud i del Nord de 1948 va convertir Joseon en una nació desapareguda. Aquells amb la nacionalitat Joseon se'ls va permetre tornar a registrar la seva nacionalitat a Corea del Sud, però no s'aplicava a Corea del Nord, ja que només el Sud era reconegut com a govern legítim. D'aquesta manera, aquells que es van mantenir fidels al Nord seguirien amb l'antiga nacionalitat Joseon.
Al 1945 els coreans afins al Nord establirien la Lliga dels Coreans al Japó (재일본조선인연맹), estructura que es vincularia al Partit Comunista Japonès i defensaria els interessos coreans a l'illa fins a la seva prohibició al 1949 per ordre de l'exèrcit d'ocupació aliat. Posteriorment, al 1951, crearien el Front Democràtic Unit de Corea al Japó (재일조선민주전선), que de nou seria prohibit un any més tard sota acusació d'haver participat en el Primer de Maig Sagnant.
Chongryon seria finalment creat el 25 de maig de 1955 per Han Duk-su, que era un militant dels moviments obrers d'esquerres al Japó. L'associació va impulsar, en el difícil context de la recuperació de Corea del Nord de les conseqüències de la Guerra a la península, el retorn dels coreans Zainichi. Uns 87.000 coreans i 6.000 conjugues japonesos es van traslladar a Corea del Nord, dels quals una part van retornar oposant-se a les polítiques de Kim Il-sung.
Des de llavors, Chongryon ha defensat els interessos dels coreans Zainichi, construint una extensa xarxa que inclou les 135 escoles Chōsen gakkō (38 llars d'infants, 54 escoles primàries, 33 escoles secundàries, 10 escoles secundàries i 1 Universitat), 8 bancs, 12 grups d'art, nombroses empreses, mitjans de comunicació i associacions vinculades de tot tipus.